# Đội tuyển bóng đá quốc gia Ukraina
Đội tuyển bóng đá quốc gia Ukraina (tiếng Ukraina: збірна України з футболу, tiếng Nga: Сборная Украины по футболу) là đội tuyển cấp quốc gia của Ukraina do Liên đoàn bóng đá Ukraina quản lý.
Trận thi đấu quốc tế đầu tiên của đội tuyển Ukraina là trận gặp đội tuyển Hungary là vào năm 1992. Thành tích tốt nhất của đội cho đến nay là lọt vào tứ kết tại World Cup 2006 và Euro 2020.

## Lịch sử

### CHXHCN Xô viết Ukraina (1925–1990)
Đội tuyển quốc gia được thành lập vào đầu những năm 1990 và được quốc tế công nhận ngay sau đó. Tuy nhiên, không nhiều người biết rằng Ukraina trước đây có một đội tuyển quốc gia vào các năm 1925–1935. Cũng giống như Cộng hòa xã hội chủ nghĩa Xô viết Nga, Cộng hòa xã hội chủ nghĩa Xô viết Ukraina có đội tuyển quốc gia riêng.
Kỷ lục sớm nhất về các trận đấu do Ukraina chơi có thể bắt nguồn từ tháng 8 năm 1928. Một chức vô địch giữa các đội tuyển quốc gia của các nước cộng hòa thuộc Liên Xô cũng như đội thành phố Moskva đã được lên kế hoạch tổ chức tại Moskva. Không lâu trước khi giải đấu bắt đầu, đội tuyển quốc gia Ukraina đã chơi hai trận giao hữu với một đội đến từ Uruguay, một trận tại Kharkiv (thua 1-2) và trận còn lại tại Moskva (thắng 3–2). Tại giải đấu toàn Liên Xô, Ukraina đã chơi ba trận và vào đến trận chung kết, nơi họ thua Moskva 0–1. Trên con đường vào chung kết, Ukraina đã đánh bại các đội như Belarus hay Transcaucasus.
Năm 1929, Ukraina đánh bại Áo trong một trận đấu giao hữu ở Kharkiv, với tỷ số 4–1.
Năm 1931, Ukraina tham gia một giải vô địch toàn Liên Xô khác tại Moskva. Đội chỉ chơi một trận duy nhất, bắt đầu từ trận bán kết. Ukraina thua đội tuyển quốc gia Transcaucasus 3–0 và bị loại.
Năm 1986, Ukraina đã trở thành nhà vô địch của giải bóng đá liên kết Spartakiad của các Nhân dân Liên Xô được đăng cai tổ chức tại Ukraine khi họ đánh bại đội Uzbekistan (CHXHCN Xô viết Uzbekistan) trong trận chung kết.

### Đội hình chính thức
Trước khi tuyên bố độc lập vào năm 1991, các cầu thủ Ukraina đã đại diện cho đội tuyển quốc gia Liên Xô. Sau khi Liên Xô sụp đổ vào năm 1991, Nga đã thay thế đội tuyển quốc gia Liên Xô tham dự vòng loại World Cup 1994. Đội tuyển quốc gia Ukraina đã không lọt vào vòng loại FIFA World Cup 1994 (lễ bốc thăm vòng loại được tổ chức vào ngày 8 tháng 12 năm 1991, trước khi Ukraina được gia nhập FIFA). Trong khi đó, một số cầu thủ Ukraina xuất sắc nhất đầu thập niên 1990 (gồm Andrei Kanchelskis, Viktor Onopko, Serhiy Yuran, Yuriy Nikiforov, Ilya Tsymbalar và Oleh Salenko) đã chọn chơi cho Nga, vì được cho các cầu thủ đó kế thừa cho đội tuyển Liên Xô. Vào thời điểm đó Vyacheslav Koloskov là quan chức hàng đầu của Liên Xô cũ và sau đó là Nga, từng là phó chủ tịch UEFA trong những năm 1980–1996 và đại diện cho tất cả các thành viên của Liên bang Xô viết và sau này là Cộng đồng các Quốc gia Độc lập.
Hệ số UEFA 5 năm của Liên Xô, mặc dù được kiếm một phần bởi các cầu thủ Ukraina (ví dụ, trong trận chung kết của sự kiện thành công gần đây nhất, Euro 1988, dưới sự chỉ đạo của Valeriy Lobanovskyi, 7 trong số 11 cầu thủ xuất phát là người Ukraina), đã được chuyển giao cho đội tuyển quốc gia Nga. Hệ quả là một cuộc khủng hoảng được tạo ra cho cả đội tuyển quốc gia và giải quốc nội. Khi Ukraina trở lại bóng đá quốc tế vào cuối năm 1994, họ đã hoàn toàn trở thành đội tuyển quốc gia mới.
Một lý do khác khiến bóng đá Ukraina xảy ra cuộc khủng hoảng đó là do các đội bóng thiếu kinh phí. Điều này có thể hiểu được trong khi cuộc khủng hoảng kinh tế nói chung đã ảnh hưởng đến tất cả các nước CIS (Cộng đồng các quốc gia độc lập). Tuy nhiên, thậm chí trái ngược với Nga, các đội Ukraina thi đấu kém hơn. Tuy nhiên, cũng có một làn sóng ngược lại của một số cầu thủ đẳng cấp nhất. Viktor Leonenko đồng ý chuyển từ Dynamo Moscow sang Dynamo Kyiv. Câu lạc bộ Nga không muốn nhả anh ta, nhưng Leonenko không muốn tiếp tục thi đấu ở Moskva. Trong sáu tháng đầu tiên ở Kyiv, Viktor buộc phải vắng mặt do bị FIFA truất quyền thi đấu.
Trong những năm tiếp theo, đội tuyển Ukraina ngày càng tiến bộ, trình làng những tài năng như Andriy Shevchenko, Anatoliy Tymoshchuk, Serhiy Rebrov và Oleksandr Shovkovskyi. Tuy nhiên, Ukraina đã không đủ điều kiện thi đấu cho bất kỳ giải đấu nào trước năm 2006.

### Trận đấu chính thức đầu tiên (Prokopenko)
Ngay sau khi được FIFA và UEFA chấp nhận trở thành thành viên chính thức vào năm 1992, Ukraina bắt đầu chuẩn bị cho trận đấu đầu tiên của mình. Ban đầu, huấn luyện viên trưởng của đội được định là Valeriy Lobanovskyi, nhưng khi đó ông còn hợp đồng hiện tại với Các tiểu vương quốc Ả Rập thống nhất. Do đó, người quản lý đầu tiên của đội phải được chọn trong số các thành viên của hội đồng huấn luyện bao gồm Anatoliy Puzach (quản lý của Dynamo Kyiv), Yevhen Kucherevskyi (FC Dnipro), Yevhen Lemeshko (Torpedo Zaporizhzhia), Yukhym Shkolnykov (Bukovyna Chernivtsi) và Viktor Prokopenko (Chornomorets Odesa). Sau đó, họ được tham gia bởi một người gốc Donetsk Valeriy Yaremchenko (Shakhtar Donetsk). Ở giai đoạn cuối, vòng tròn được thu hẹp cho ba chuyên gia. Puzach, Yaremchenko và Prokopenko đưa đội đến Uzhhorod. Người cuối cùng trong số họ, theo thỏa thuận giữa các huấn luyện viên, trở thành người chính.
Trận đấu đầu tiên của đội, họ đã đồng ý đấu với Hungary vào ngày 22 tháng 4 năm 1992 tại Kyiv tại Sân vận động Cộng hòa. Tuy nhiên, do các vấn đề tài chính, nó đã được sắp xếp lại đến ngày 29 tháng 4 và chuyển đến biên giới với Hungary ở Uzhhorod tại Sân vận động Avanhard. Hầu như không có sự chuẩn bị nào cho trò chơi khi tất cả "những người tiên phong" tập trung tại Kyiv vào ngày 27 tháng 4 và ngày hôm sau bay đến Uzhhorod. Đồng thời, đối thủ không vượt qua được vòng loại UEFA Euro 1992, đang chuẩn bị cho vòng loại FIFA World Cup 1994. Ukraina vào thời điểm đó đã không được chấp nhận cho vòng loại.
Không giống như đội Hungary, những cầu thủ đã chơi cùng trước đó và được huấn luyện bởi huấn luyện viên vô địch Cúp C1 châu Âu Emerich Jenei, đội Ukraina đã mất một số cầu thủ giỏi hơn và có kinh nghiệm vào đội tuyển bóng đá quốc gia CIS đang chơi trận giao hữu với đội tuyển Bản mẫu:NftAnh, đội bóng đá ở Moskva. Trong số đó có Andrei Kanchelskis, Volodymyr Lyutyi, Sergei Yuran, Viktor Onopko, Oleksiy Mykhaylychenko và Akhrik Tsveiba (hai người cuối cùng sau này sẽ đại diện cho Ukraina). Đối với trận gặp Hungary, chỉ có Ivan Hetsko và Oleh Luzhnyi đã có kinh nghiệm thi đấu ở cấp độ quốc tế trước đó; các cầu thủ khác chỉ chơi cho đội tuyển Olympic Liên Xô, trong khi Serhiy Kovalets chơi cho Ukraina tại Spartakiad of People of the USSR năm 1986.
Trận đấu đầu tiên trên sân nhà bị thua 1-3 khi Ivan Hetsko trở thành cầu thủ ghi bàn đầu tiên trong lịch sử ĐTQG. Trong mùa hè năm 1992, đội của Prokopenko chơi hai trận sân khách nữa vào ngày 27 tháng 6 trước Hoa Kỳ (0-0) và vào ngày 26 tháng 8 trước Hungary (1-2). Sau trận thua thứ hai trước Hungary, Prokopenko đã từ chức. Dẫn trước trong trận đấu với Hungary, Ukrainađã để thủng lưới hai bàn trong 10 phút cuối cùng.
Trong trận gặp Belarus ở Minsk vào mùa thu, Ukraina đã rời sân với các trợ lý của Prokopenko là Mykola Pavlov và Leonid Tkachenko. Tại sân vận động Dinamo, Ukraina đã cứu vãn một trận đấu bằng cách gỡ hòa một mảnh với bàn thắng của Yuriy Maksymov .

### Vòng loại Euro 96 (Bazylevych)
Ukraina, vốn đã thiếu những cầu thủ giỏi, đã mất đi hai cầu thủ trẻ đầy triển vọng trong kỳ nghỉ đông: Stepan Betsa và Oleksiy Sasko, người đã thiệt mạng trong một vụ tai nạn xe hơi. Không thể đảm bảo hợp đồng với Valeriy Lobanovskyi, Ukraina đã bổ nhiệm một huấn luyện viên trưởng khác, cựu tiền đạo Dynamo Kyiv Oleh Bazylevych. Anh ra mắt đội tuyển quốc gia vào mùa xuân năm 1993 tại Odessa trong trận giao hữu với Israel. Chiến thắng mong đợi của họ đã bị hủy bỏ trong trận hòa 1-1 chỉ 10 phút trước khi kết thúc bởi Serhiy Konovalov. Chưa đầy một tháng sau, Ukraina cuối cùng cũng ăn mừng chiến thắng đầu tiên ở Vilnius trong một trận giao hữu sân khách với Litva, họ đã giành chiến thắng 1–2 (các bàn thắng được ghi bởi Viktor Leonenko và Dmytro Mykhaylenko). Trong mùa hè, họ đã chơi một trận sân khách với Croatia, để thua 3–1, với bàn thắng được ghi bởi Andriy Husin và một trong những bàn thắng của Croatia được ghi bởi Davor Šuker. Vào tháng 10 năm 1993, Ukraina có chuyến lưu diễn đầu tiên đến Hoa Kỳ, nơi họ chơi ba trận với Hoa Kỳ và México. Trận đấu của họ với Mexico ở San Diego, với kết quả thua 1-2, có sự tham dự của hơn 50.000 khán giả. Trong kỳ nghỉ đông, Ukraina được xếp vào nhóm 4 của vòng loại UEFA Euro 1996.
Vào tháng 3 năm 1994, Ukraina đến thăm Israel, nhưng thua trận chỉ với một quả phạt đền. Tiếp theo là trận đấu trên sân nhà với Belarus, nơi Ukraina cuối cùng đã giành chiến thắng 3-1 sau khi bị dẫn trước ở hiệp một. Ngay trước trận thi đấu quốc tế chính thức đầu tiên dự kiến chơi với Litva trên sân nhà, họ đã chơi một vài trận sân khách với Bulgaria và Các Tiểu vương quốc Ả Rập Thống nhất, cả hai đều kết thúc với tỷ số hòa 1-1. Một chuyến lưu diễn khác đã được lên kế hoạch ngay sau đó đến Litva và Hàn Quốc, đội tuyển quốc gia do Kyivan Anatoliy Byshovets huấn luyện. Trận khai mạc vào ngày 7 tháng 9 với Litva, xét lần chạm trán gần nhất của họ, được cho là sẽ kết thúc tích cực, tuy nhiên lại dẫn đến thất bại 0–2. Cả hai bàn thắng đều được ghi trong vòng vài phút ở giữa hiệp hai do công của tiền đạo Valdas Ivanauskas của Hamburger SV. Đội tuyển quốc gia đến Hàn Quốc mà không có Bazylevych và các trợ lý của anh ấy là Mykola Pavlov và Vladimir Muntyan. Ukraina đã chơi hai trận và thua cả hai. Vào ngày 20 tháng 9 năm 1994, Oleh Bazylevych đã bị chỉ trích rất nhiều trong cuộc họp huấn luyện của liên đoàn nhưng được giữ lại vị trí trong cuộc họp tiếp theo của Ban chấp hành FFU vài ngày sau đó. Tuy nhiên, ngày hôm sau, Bazylevych từ chức với cáo buộc Bannikov thiếu tế nhị. Vào ngày 24 tháng 9 năm 1994, Liên đoàn bóng đá Ukraina bổ nhiệm Yozhef Sabo làm quyền huấn luyện viên trưởng cho đến cuối năm.
Sau sự thay đổi của huấn luyện viên, cấp độ đội tuyển quốc gia đã mất một thời gian để cải thiện. Trận đấu sân nhà tiếp theo của họ trước Slovenia đã kết thúc không bàn thắng. Sau khi bỏ lỡ để có được chiến thắng đầu tiên gần đây, Ukraina đã rơi xuống cuối bảng đấu ngay trên sân của Estonia, đội mà họ đã chơi trận sân nhà tiếp theo vào giữa tháng 11, trận đấu mà họ cần phải thắng để nuôi hy vọng vượt qua vòng loại. Người Estonia, những người không thể tung ra sân đội hình tốt nhất của họ, hy vọng sẽ lặp lại nỗ lực của Slovenia một tháng trước đó. Trận đấu mang lại chiến thắng 3–0. Serhiy Konovalov ghi bàn thắng đầu tiên ở cấp độ đội tuyển quốc gia. Sabo rời bài sau trận đấu và FFU đã xác nhận Anatoliy Konkov làm huấn luyện viên trưởng mới vào ngày 5 tháng 1 năm 1995.
Để cứu vãn tình thế và chuẩn bị cho các trận đấu sắp tới với Ý và Croatia, Konkov đã tiến hành trại huấn luyện tại một căn cứ thể thao ở Stubenberg, Styria gần Lâu đài (Schloss) Schielleiten từ ngày 16 đến ngày 23 tháng 3 năm 1995. Theo huấn luyện viên trưởng mới, chương trình đã định sẵn. của trại huấn luyện đã được hoàn thành thành công. Trận đấu sân khách của họ trước Croatia kết thúc với trận thua 0–4 tại Zagreb, sau đó là thất bại 0–2 trước nhà vô địch thế giới ba lần là Ý tại Sân vận động Olympic (sau đó là Respublikanskiy).

### 1998–2004
Ukraina tham dự vòng loại FIFA World Cup 1998, nơi đội được bốc thăm vào Nhóm 9. Ukraina đã cải thiện thành tích của họ rất tốt, và gây bất ngờ ở vòng loại khi giành vị trí thứ hai thay vì Bồ Đào Nha được ưu ái hơn, chỉ sau Đức, do đó đã đưa Ukraina đến trận playoff đầu tiên, gặp Croatia. Thật không may, Ukraina đã bị loại với tỷ số 3-1 sau khi chung cuộc trước Croatia, và bỏ lỡ cơ hội giành quyền tham dự giải đấu đầu tiên từng cạnh tranh.
Tại vòng loại UEFA Euro 2000, Ukraina được xếp vào nhóm 4, một lần nữa vượt lên dẫn đầu trước một đội được yêu thích khác, Nga, nhờ trận hòa quan trọng ở Moskva, nhưng vẫn chỉ đủ điều kiện tham dự trận playoff dù bất bại, trong đó có hai trận hòa không bàn thắng sau đó - Nhà vô địch thế giới Pháp. Ukraina sau đó cũng gục ngã trước Slovenia với tỷ số 3–2 sau khi chung cuộc, và mất cơ hội giành quyền vào vòng loại thứ ba. Trận thua của Ukraina trước Slovenia còn bi thảm hơn, khi Miran Pavlin hủy bỏ trận đấu sớm của Ukraine trên sân nhà và thay vào đó là trận đấu với Slovenia.
Vòng loại FIFA World Cup 2002 chứng kiến Ukraina nằm ở bảng 5, và hầu hết các đối thủ của Ukraina đều yếu hơn nhiều so với Đức và Pháp. Tuy nhiên, Ukraina đã phải chịu thất bại nặng nề trên sân nhà trước Ba Lan trong tài khoản mở của họ, và một số trận hòa đã cản trở hy vọng của Ukraina để xử lý. Ukraina cuối cùng đã lọt vào vòng playoff một lần nữa, nhưng lần này không thể vượt qua đối thủ cũ, Đức, thua chung cuộc 5–2, và một lần nữa bỏ lỡ trận ra mắt giải đấu lớn.
Vòng loại UEFA Euro 2004 có lẽ là thời khắc nhục nhã nhất của bóng đá Ukraine kể từ khi thành lập. Được xếp vào nhóm 6, đối thủ lớn duy nhất của Ukraina lúc đó là Tây Ban Nha mạnh hơn rất nhiều. Ukraina đã có một vị trí cạnh tranh thoải mái với Tây Ban Nha, khi đã cầm hòa người Tây Ban Nha trên sân nhà. Tuy nhiên, sự hồi sinh đáng ngạc nhiên từ Hy Lạp ít được biết đến đã làm mất đi bất kỳ hy vọng nào cho Ukraina, khi Ukraina lần đầu tiên không thể lọt vào vòng playoff kể từ vòng loại UEFA Euro 1996 do sự hồi sinh của Hy Lạp. Hy Lạp sẽ tiếp tục chinh phục danh hiệu châu Âu đầu tiên.

### FIFA World Cup 2006
Sau một chiến dịch vòng loại Euro 2004 không thành công, Ukraina đã bổ nhiệm Oleh Blokhin làm huấn luyện viên trưởng đội tuyển quốc gia. Bất chấp những hoài nghi ban đầu về việc bổ nhiệm của anh ấy do hồ sơ huấn luyện trước đây của anh ấy có phần không được đánh giá cao và công chúng kêu gọi một huấn luyện viên nước ngoài; cũng như vị trí bảng đấu khó khăn của Ukraina, bị cầm hòa với Thổ Nhĩ Kỳ, Đan Mạch và Hy Lạp, đội sau này đã vô địch UEFA Euro 2004 và gây khó chịu cho Ukraina ở vòng loại Euro 2004, Ukraina tiếp tục lọt vào vòng loại FIFA World Cup đầu tiên của họ vào ngày 3 tháng 9 năm 2005 sau khi hòa 1-1 trước Gruzia tại Tbilisi. Trong kỳ World Cup đầu tiên của họ, năm 2006, họ nằm ở bảng H cùng với Tây Ban Nha, Tunisia và Ả Rập Xê Út. Sau khi để thua 0–4 trong trận đấu đầu tiên với Tây Ban Nha, Ukraina đã đánh bại hai đối thủ khác của họ để lọt vào vòng loại trực tiếp.
Ở vòng 16, Ukraina đấu với đội nhất bảng G, Thụy Sĩ, đội bị họ đánh bại trên chấm luân lưu. Trong trận tứ kết, họ đã bị đánh bại 0-3 trước nhà vô địch cuối cùng là Ý.

### 2006–2010: Sự trở lại đầy thất vọng
Sau khi ra mắt World Cup 2006 thành công, sự nhiệt tình của người Ukraina đối với VCK UEFA Euro 2008 đã tăng lên. Ukraina được phân vào bảng B, chỉ có điều lần này là không có trận đấu playoff và do đó, Ukraina phải tìm kiếm một trong hai vị trí đầu bảng. Tuy nhiên, Ukraina đã không thể mang lại thành tích như đã hứa, một phần vì đội bóng này không may mắn bị cầm hòa với các đội dự VCK World Cup 2006 là Ý và Pháp; tuy nhiên, Ukraina cũng đã thi đấu tệ hại trước các đối thủ yếu hơn như Scotland, Gruzia và Litva, hai trận thua sốc và một trận hòa trước những đối thủ này đã hủy hoại hoàn toàn hy vọng giành quyền tham dự giải đấu của Ukraina với vị trí thứ 4 chung cuộc.
Vòng loại FIFA World Cup 2010 chứng kiến Ukraina lấy lại một số cải thiện tốt. Hòa ở bảng 6, hai trận hòa tốt trước Croatia mạnh mẽ và quan trọng hơn là chiến thắng trên sân nhà trước Anh, đưa Ukraina vào vòng loại trực tiếp lần đầu tiên kể từ vòng loại Euro 2004. Tuy nhiên, Hy Lạp, đội đã bị Ukraina loại ở vòng loại 4 năm trước đó, sẽ phục thù. Mặc dù hòa thành công không bàn thắng tại Athens, Ukraina đã phải chịu thất bại cay đắng trên sân nhà trước người Hy Lạp ở Donetsk, một câu trả lời cho việc Ukraina đã loại Hy Lạp ở Athens. Điều này có nghĩa là Ukraina đã thua trận playoff đầu tiên trên sân nhà và không thể vượt qua FIFA World Cup 2010.

### UEFA Euro 2012
Với tư cách là đồng chủ nhà, Ukraina tự động đủ điều kiện tham dự UEFA Euro 2012, đánh dấu trận ra mắt của họ tại Giải vô địch châu Âu UEFA. Trong trận mở màn với Thụy Điển, Ukraina đã giành chiến thắng 2-1 tại Kyiv. Tuy nhiên, bất chấp những nỗ lực của toàn đội, Ukraina đã bị loại sau trận thua 0–2 trước Pháp và thua Anh 0–1, cả hai đều tại Donetsk.

### Vòng loại World Cup 2014 - Bảng H khu cực châu Âu
Đội hình tiêu biểu của Ukraina có suất tham dự FIFA World Cup 2014 là chấp nhận được. Bị cầm hòa với nước đồng chủ nhà Euro 2012 là Ba Lan, cùng với Anh và tân binh Montenegro, Ukraina đã phải đối đầu với những đối thủ khó chơi. Mặc dù phải đối mặt với những khó khăn từ phía Montenegro, Ukraina đã có thể vượt qua vòng loại trực tiếp, nhờ hai chiến thắng trước Ba Lan và hai trận hòa trước Anh, nơi sẽ đấu với Pháp. Ukraina đánh bại Pháp trên sân nhà với tỷ số 2–0, nhưng để thua cay đắng 0–3 trên sân khách, và do đó không thể tham dự FIFA World Cup 2014.

### UEFA Euro 2016
Tại vòng loại UEFA Euro 2016, Ukraina đã hòa trước Tây Ban Nha, Slovakia, Belarus, Bắc Macedonia và Luxembourg. Zbirna được kỳ vọng sẽ đủ điều kiện tham dự giải đấu với tư cách á quân của bảng sau Tây Ban Nha, nhưng mặc dù đã thắng tất cả các trận đấu khác, họ chỉ đứng thứ ba do kém Tây Ban Nha và Slovakia. Do đó, họ phải đối mặt với Slovenia trong trận play-off (trận đấu mà họ đã chịu thua ở cùng giai đoạn của phiên bản năm 2000); họ đã ghi được chiến thắng 2–0 tại Lviv trước khi có được trận hòa 1–1 vào cuối ván đấu thứ hai.
Ukraina đã thắng một cách thuyết phục tất cả các trận giao hữu chuẩn bị trước Síp, Wales, România và Albania. Ở cấp câu lạc bộ, FC Dnipro gần đây đã lọt vào trận chung kết UEFA Europa League vào năm 2015, trong khi Shakhtar Donetsk đã tiến vào bán kết một năm sau đó, khi các câu lạc bộ Ukraina đã thành công trong việc cử một cầu thủ tham dự vòng 16 đội UEFA Champions League. hai lần liên tiếp. Đã bị cầm hòa trước các nhà vô địch thế giới Đức, các nước láng giềng Slavic Ba Lan và những người tham dự Euro lần đầu tiên là Bắc Ireland, đội Ukraina được dự đoán sẽ tiến ít nhất vào vòng trong.
Tuy nhiên, giải đấu đã trở thành một sự khó chịu đáng sợ. Ukraina đã thua cả 3 trận, đồng thời không ghi nổi một bàn thắng nào. Trận đấu đầu tiên của họ dẫn đến thất bại 2–0 trước Đức, mặc dù có khả năng kháng cự tốt và tạo ra những cơ hội tuyệt vời trong hiệp một đầy giải trí, cuối cùng họ đã suýt san bằng tỷ số nhưng lại bị bắt bài phản công ở cuối trận. Tiếp theo là trận thua 0-0 thứ hai trước Bắc Ireland, với bàn thua một lần nữa bị thủng lưới ở phút bù giờ. Giới truyền thông Ukraina chủ yếu chỉ trích việc HLV Mykhaylo Fomenko cho rằng việc chuẩn bị tâm lý cho đội không đủ kỹ năng cũng như những chiến thuật dự đoán được đánh giá là dễ hỏng. Các ngôi sao Ukraina Andriy Yarmolenko và Yevhen Konoplyanka hiệu suất kém cũng đã được đề cập. Ukraina ở giai đoạn này là đội đầu tiên bị loại khỏi cuộc thi và để thua trận cuối cùng trước Ba Lan với tỷ số 1–0.

## Thành tích tại các giải đấu

### Giải vô địch thế giới
| Năm                                                    | Vòng đấu                                                   | Thứ hạng                                                   | Trận                                                       | Thắng                                                      | Hoà*                                                       | Thua                                                       | Bàn thắng                                                  | Bàn thua                                                   |
| 1930 đến 1994 - Không tham dự, là một phần của Liên Xô | 1930 đến 1994 - Không tham dự, là một phần của Liên Xô     | 1930 đến 1994 - Không tham dự, là một phần của Liên Xô     | 1930 đến 1994 - Không tham dự, là một phần của Liên Xô     | 1930 đến 1994 - Không tham dự, là một phần của Liên Xô     | 1930 đến 1994 - Không tham dự, là một phần của Liên Xô     | 1930 đến 1994 - Không tham dự, là một phần của Liên Xô     | 1930 đến 1994 - Không tham dự, là một phần của Liên Xô     | 1930 đến 1994 - Không tham dự, là một phần của Liên Xô     |
| Với tư cách Ukraina                                    | Với tư cách Ukraina                                        | Với tư cách Ukraina                                        | Với tư cách Ukraina                                        | Với tư cách Ukraina                                        | Với tư cách Ukraina                                        | Với tư cách Ukraina                                        | Với tư cách Ukraina                                        | Với tư cách Ukraina                                        |
| ------------------------------------------------------ | ---------------------------------------------------------- | ---------------------------------------------------------- | ---------------------------------------------------------- | ---------------------------------------------------------- | ---------------------------------------------------------- | ---------------------------------------------------------- | ---------------------------------------------------------- | ---------------------------------------------------------- |
| 1994                                                   | Thành viên FIFA từ năm 1992. Không được nhận vào giải đấu. | Thành viên FIFA từ năm 1992. Không được nhận vào giải đấu. | Thành viên FIFA từ năm 1992. Không được nhận vào giải đấu. | Thành viên FIFA từ năm 1992. Không được nhận vào giải đấu. | Thành viên FIFA từ năm 1992. Không được nhận vào giải đấu. | Thành viên FIFA từ năm 1992. Không được nhận vào giải đấu. | Thành viên FIFA từ năm 1992. Không được nhận vào giải đấu. | Thành viên FIFA từ năm 1992. Không được nhận vào giải đấu. |
| 1998 đến 2002                                          | Không vượt qua vòng loại                                   | Không vượt qua vòng loại                                   | Không vượt qua vòng loại                                   | Không vượt qua vòng loại                                   | Không vượt qua vòng loại                                   | Không vượt qua vòng loại                                   | Không vượt qua vòng loại                                   | Không vượt qua vòng loại                                   |
| 2006                                                   | Tứ kết                                                     | 8th                                                        | 5                                                          | 2                                                          | 1                                                          | 2                                                          | 5                                                          | 7                                                          |
| 2010 đến 2022                                          | Không vượt qua vòng loại                                   | Không vượt qua vòng loại                                   | Không vượt qua vòng loại                                   | Không vượt qua vòng loại                                   | Không vượt qua vòng loại                                   | Không vượt qua vòng loại                                   | Không vượt qua vòng loại                                   | Không vượt qua vòng loại                                   |
| 2026 đến 2034                                          | Chưa xác định                                              | Chưa xác định                                              | Chưa xác định                                              | Chưa xác định                                              | Chưa xác định                                              | Chưa xác định                                              | Chưa xác định                                              | Chưa xác định                                              |
| Tổng cộng                                              | 1/7 Tứ kết                                                 | 1/7 Tứ kết                                                 | 5                                                          | 2                                                          | 1                                                          | 2                                                          | 5                                                          | 7                                                          |

### Giải vô địch châu Âu
Từ 1960 đến 1992, Ukraina không tham dự do là một phần của Liên Xô. Sau khi trở thành một quốc gia độc lập, Ukraina phải đợi đến năm 2012 mới có kỳ Euro đầu tiên và đã liên tiếp tham dự giải kể từ đó với thành tích cao nhất là lọt vào tứ kết Euro 2020.
| Năm           | Thành tích               | Số trận                  | Thắng                    | Hòa                      | Thua                     | Bàn thắng                | Bàn thua                 |
| ------------- | ------------------------ | ------------------------ | ------------------------ | ------------------------ | ------------------------ | ------------------------ | ------------------------ |
| 1996 đến 2008 | Không vượt qua vòng loại | Không vượt qua vòng loại | Không vượt qua vòng loại | Không vượt qua vòng loại | Không vượt qua vòng loại | Không vượt qua vòng loại | Không vượt qua vòng loại |
| 2012          | Vòng 1                   | 3                        | 1                        | 0                        | 2                        | 2                        | 4                        |
| 2016          | Vòng 1                   | 3                        | 0                        | 0                        | 3                        | 0                        | 5                        |
| 2020          | Tứ kết                   | 5                        | 2                        | 0                        | 3                        | 6                        | 10                       |
| 2024          | Vòng 1                   | 3                        | 1                        | 1                        | 1                        | 2                        | 4                        |
| 2028          | Chưa xác định            | Chưa xác định            | Chưa xác định            | Chưa xác định            | Chưa xác định            | Chưa xác định            | Chưa xác định            |
| 2032          | Chưa xác định            | Chưa xác định            | Chưa xác định            | Chưa xác định            | Chưa xác định            | Chưa xác định            | Chưa xác định            |
| Tổng cộng     | 4/8 1 lần tứ kết         | 14                       | 4                        | 1                        | 9                        | 10                       | 23                       |

### UEFA Nations League
| Mùa giải  | Hạng đấu  | Bảng      | Pld | W | D | L | GF | GA | RK   |
| --------- | --------- | --------- | --- | - | - | - | -- | -- | ---- |
| 2018–19   | B         | 1         | 4   | 3 | 0 | 1 | 5  | 5  | 14th |
| 2020–21   | A         | 4         | 6   | 2 | 0 | 4 | 15 | 3  | 13th |
| 2022–23   | B         | 1         | 6   | 3 | 2 | 1 | 10 | 14 | 22th |
| Tổng cộng | Tổng cộng | Tổng cộng | 16  | 8 | 2 | 6 | 20 | 32 | 13th |

## Đội hình hiện tại
Đội hình đã hoàn thành UEFA Euro 2024.

Số liệu thống kê tính đến ngày 26 tháng 6 năm 2024 sau trận gặp Bỉ.

| Số | VT | Cầu thủ                        | Ngày sinh (tuổi)  | Trận | Bàn | Câu lạc bộ        |
| -- | -- | ------------------------------ | ----------------- | ---- | --- | ----------------- |
| 1  | TM | Heorhiy Bushchan               | 31 tháng 5, 1994  | 18   | 0   | Dynamo Kyiv       |
| 12 | TM | Anatoliy Trubin                | 1 tháng 8, 2001   | 13   | 0   | Benfica           |
| 23 | TM | Andriy Lunin                   | 11 tháng 2, 1999  | 13   | 0   | Real Madrid       |
|    |    |                                |                   |      |     |                   |
| 2  | HV | Yukhym Konoplya                | 26 tháng 8, 1999  | 15   | 1   | Shakhtar Donetsk  |
| 3  | HV | Oleksandr Svatok               | 27 tháng 9, 1994  | 7    | 0   | Austin            |
| 4  | HV | Maksym Talovyerov              | 28 tháng 6, 2000  | 4    | 0   | LASK              |
| 13 | HV | Illya Zabarnyi                 | 1 tháng 9, 2002   | 39   | 1   | Bournemouth       |
| 16 | HV | Vitaliy Mykolenko              | 29 tháng 5, 1999  | 42   | 1   | Everton           |
| 21 | HV | Valeriy Bondar                 | 27 tháng 2, 1999  | 4    | 0   | Shakhtar Donetsk  |
| 22 | HV | Mykola Matviyenko              | 2 tháng 5, 1996   | 68   | 0   | Shakhtar Donetsk  |
| 24 | HV | Oleksandr Tymchyk              | 20 tháng 1, 1997  | 20   | 1   | Dynamo Kyiv       |
| 26 | HV | Bohdan Mykhaylichenko          | 21 tháng 3, 1997  | 8    | 0   | Polissya Zhytomyr |
|    |    |                                |                   |      |     |                   |
| 5  | TV | Serhiy Sydorchuk               | 2 tháng 5, 1991   | 62   | 3   | Westerlo          |
| 6  | TV | Taras Stepanenko               | 8 tháng 8, 1989   | 85   | 4   | Shakhtar Donetsk  |
| 7  | TV | Andriy Yarmolenko (đội trưởng) | 23 tháng 10, 1989 | 122  | 46  | Dynamo Kyiv       |
| 8  | TV | Ruslan Malinovskyi             | 4 tháng 5, 1993   | 64   | 7   | Genoa             |
| 10 | TV | Mykhailo Mudryk                | 5 tháng 1, 2001   | 23   | 2   | Chelsea           |
| 14 | TV | Heorhiy Sudakov                | 1 tháng 9, 2002   | 20   | 2   | Shakhtar Donetsk  |
| 15 | TV | Viktor Tsyhankov               | 15 tháng 11, 1997 | 55   | 13  | Girona            |
| 17 | TV | Oleksandr Zinchenko            | 15 tháng 12, 1996 | 66   | 9   | Arsenal           |
| 18 | TV | Volodymyr Brazhko              | 23 tháng 1, 2002  | 7    | 0   | Dynamo Kyiv       |
| 19 | TV | Mykola Shaparenko              | 4 tháng 10, 1998  | 34   | 2   | Dynamo Kyiv       |
| 20 | TV | Oleksandr Zubkov               | 3 tháng 8, 1996   | 34   | 2   | Shakhtar Donetsk  |
|    |    |                                |                   |      |     |                   |
| 9  | TĐ | Roman Yaremchuk                | 27 tháng 11, 1995 | 53   | 16  | Valencia          |
| 11 | TĐ | Artem Dovbyk                   | 21 tháng 6, 1997  | 31   | 10  | Girona            |
| 25 | TĐ | Vladyslav Vanat                | 4 tháng 1, 2002   | 7    | 0   | Dynamo Kyiv       |

### Triệu tập gần đây
Đội hình dưới đây được triệu tập trong vòng 12 tháng.
| Vt | Cầu thủ               | Ngày sinh (tuổi)  | Số trận | Bt | Câu lạc bộ       | Lần cuối triệu tập                         |
| -- | --------------------- | ----------------- | ------- | -- | ---------------- | ------------------------------------------ |
| TM | Dmytro Riznyk         | 30 tháng 1, 1999  | 2       | 0  | Shakhtar Donetsk | v. Đức, 3 June 2024 RES                    |
|    |                       |                   |         |    |                  |                                            |
| HV | Denys Popov           | 17 tháng 2, 1999  | 3       | 0  | Dynamo Kyiv      | v. Đức, 3 June 2024 RES                    |
| HV | Oleksandr Karavayev   | 2 tháng 6, 1992   | 49      | 3  | Dynamo Kyiv      | v. Bosna và Hercegovina, 21 March 2024 PRE |
| HV | Vladyslav Dubinchak   | 1 tháng 7, 1998   | 0       | 0  | Dynamo Kyiv      | v. Ý, 20 November 2023                     |
| HV | Serhiy Kryvtsov       | 15 tháng 3, 1991  | 34      | 0  | Inter Miami      | v. Bắc Macedonia, 14 October 2023 INJ      |
| HV | Arseniy Batahov       | 5 tháng 3, 2002   | 0       | 0  | Zorya Luhansk    | v. Anh, 9 September 2023 RES               |
|    |                       |                   |         |    |                  |                                            |
| TV | Vitaliy Buyalskyi     | 6 tháng 1, 1993   | 13      | 0  | Dynamo Kyiv      | v. Đức, 3 June 2024 RES                    |
| TV | Vladyslav Kabayev     | 1 tháng 9, 1995   | 0       | 0  | Dynamo Kyiv      | v. Đức, 3 June 2024 RES                    |
| TV | Yehor Yarmolyuk       | 1 tháng 3, 2004   | 0       | 0  | Brentford        | v. Đức, 3 June 2024 RES                    |
| TV | Oleksiy Hutsulyak     | 25 tháng 12, 1997 | 1       | 0  | Dnipro-1         | v. Bosna và Hercegovina, 21 March 2024     |
| TV | Oleksandr Pikhalyonok | 7 tháng 5, 1997   | 8       | 0  | Dynamo Kyiv      | v. Bosna và Hercegovina, 21 March 2024 PRE |
| TV | Yehor Nazaryna        | 10 tháng 7, 1997  | 2       | 0  | Shakhtar Donetsk | v. Bosna và Hercegovina, 21 March 2024 RES |
|    |                       |                   |         |    |                  |                                            |
| TĐ | Danylo Sikan          | 16 tháng 4, 2001  | 7       | 1  | Shakhtar Donetsk | v. Đức, 3 June 2024 RES                    |
| TĐ | Nazariy Rusyn         | 25 tháng 10, 1998 | 0       | 0  | Sunderland       | v. Ý, 20 November 2023 RES                 |

Chú thích:
- INJ = Rút lui vì chấn thương.
- PRE = Đội hình sơ bộ.
- RET = Đã chia tay đội tuyển quốc gia.

## Kỷ lục cầu thủ
Tính đến 26 tháng 6 năm 2024
Cầu thủ in đậm vẫn còn thi đấu ở đội tuyển quốc gia.

### Ra sân nhiều nhất

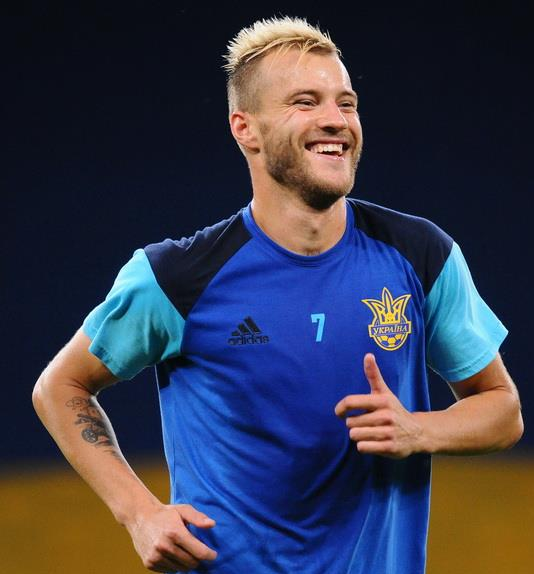
Andriy Yarmolenko là cầu thủ khoác áo Ukraina nhiều thứ hai với 122 lần ra sân.

| Hạng | Cầu thủ               | Trận | Bàn | Period    |
| ---- | --------------------- | ---- | --- | --------- |
| 1    | Anatoliy Tymoshchuk   | 144  | 4   | 2000–2016 |
| 2    | Andriy Yarmolenko     | 122  | 46  | 2009–     |
| 3    | Andriy Shevchenko     | 111  | 48  | 1995–2012 |
| 4    | Andriy Pyatov         | 102  | 0   | 2007–2022 |
| 5    | Ruslan Rotan          | 100  | 8   | 2003–2018 |
| 6    | Oleh Husiev           | 98   | 13  | 2003–2016 |
| 7    | Oleksandr Shovkovskyi | 92   | 0   | 1994–2012 |
| 8    | Yevhen Konoplyanka    | 87   | 21  | 2010–2023 |
| 9    | Taras Stepanenko      | 85   | 4   | 2010–     |
| 10   | Serhiy Rebrov         | 75   | 15  | 1992–2006 |

### Ghi bàn nhiều nhất

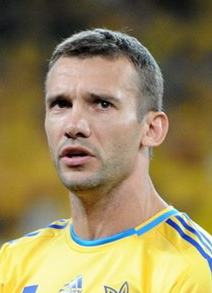
Andriy Shevchenko là cầu thủ ghi bàn nhiều nhất cho Ukraina với 48 bàn thắng.

| Hạng | Cầu thủ             | Bàn | Trận | Hiệu số | Giai đoạn |
| ---- | ------------------- | --- | ---- | ------- | --------- |
| 1    | Andriy Shevchenko   | 48  | 111  | 0.43    | 1995–2012 |
| 2    | Andriy Yarmolenko   | 46  | 122  | 0.38    | 2009–     |
| 3    | Yevhen Konoplyanka  | 21  | 87   | 0.24    | 2010–2023 |
| 4    | Roman Yaremchuk     | 16  | 53   | 0.3     | 2018–     |
| 5    | Serhiy Rebrov       | 15  | 75   | 0.2     | 1992–2006 |
| 6    | Oleh Husiev         | 13  | 98   | 0.13    | 2003–2016 |
| 6    | Viktor Tsyhankov    | 13  | 54   | 0.24    | 2016–     |
| 8    | Serhiy Nazarenko    | 12  | 56   | 0.21    | 2003–2012 |
| 9    | Yevhen Seleznyov    | 11  | 58   | 0.19    | 2008–2018 |
| 10   | Oleksandr Zinchenko | 9   | 66   | 0.14    | 2015–     |
| 10   | Andriy Vorobey      | 9   | 68   | 0.13    | 2000–2008 |
| 10   | Andriy Husin        | 9   | 71   | 0.13    | 1993–2006 |

### Thủ môn ra sân nhiều nhất
Tính đến  ngày 12 tháng 9 năm 2023
| Hạng | Cầu thủ               | Trận | Thắng | GA | Av GA | Giai đoạn |
| ---- | --------------------- | ---- | ----- | -- | ----- | --------- |
| 1    | Andriy Pyatov         | 102  | 51    | 83 | 0.814 | 2007–2022 |
| 2    | Oleksandr Shovkovskyi | 92   | 38    | 80 | 0.87  | 1994–2012 |
| 3    | Heorhiy Bushchan      | 17   | 5     | 27 | 1.588 | 2020–nay  |
| 4    | Oleh Suslov           | 12   | 7     | 15 | 1.25  | 1994–1997 |
| 5    | Andriy Lunin          | 9    | 4     | 6  | 1.5   | 2018–nay  |
| 5    | Vitaliy Reva          | 9    | 3     | 10 | 1.111 | 2001–2003 |
| 5    | Anatoliy Trubin       | 9    | 4     | 13 | 1.444 | 2021–nay  |
| 8    | Andriy Dykan          | 8    | 5     | 11 | 1.375 | 2010–2012 |
| 8    | Maksym Levytskyi      | 8    | 1     | 10 | 1.25  | 2000–2002 |
| 10   | Denys Boyko           | 7    | 3     | 7  | 1     | 2014–nay  |
| 10   | Dmytro Tyapushkin     | 7    | 1     | 11 | 1.571 | 1994–1995 |

### Đội trưởng
Tính đến  ngày 17 tháng 10 năm 2023
| Hạng | Cầu thủ               | Số lần đeo băng đội trưởng | Tổng số lần ra sân | Giai đoạn |
| ---- | --------------------- | -------------------------- | ------------------ | --------- |
| 1    | Andriy Shevchenko     | 58                         | 111                | 1995–2012 |
| 2    | Anatoliy Tymoshchuk   | 41                         | 144                | 2000–2016 |
| 3    | Oleh Luzhnyi          | 39                         | 52                 | 1992–2003 |
| 4    | Andriy Yarmolenko     | 26                         | 116                | 2009–nay  |
| 5    | Ruslan Rotan          | 24                         | 100                | 2003–2018 |
| 5    | Andriy Pyatov         | 24                         | 102                | 2007–2022 |
| 7    | Yuriy Kalitvintsev    | 13                         | 22                 | 1995–1999 |
| 7    | Oleksandr Holovko     | 13                         | 58                 | 1995–2004 |
| 9    | Oleksandr Shovkovskyi | 12                         | 92                 | 1994–2012 |
| 10   | Oleksandr Kucher      | 8                          | 57                 | 2006–2017 |